# Guillaume Amyot
Pour les articles homonymes, voir Amyot.
Guillaume Amyot, né Guillaume-Eusèbe-Damase le 10 décembre 1843 à Saint-Gervais et mort le 30 mars 1896 à Québec, est un avocat, éditeur et homme politique fédéral du Québec.
Guillaume Amyot fait un passage dans le bataillon des Voltigeurs de Québec avec lesquels il occupe un poste de lieutenant-colonel et il participa à la rébellion du Nord-Ouest en 1885.

## Biographie

### Études
Il étudie 1852 à 1862 au Collège de Sainte-Anne-de-la-Pocatière.

### Carrière
Il rejoint le barreau en septembre 1867 et est rédacteur en chef du Courrier du Canada de 1873 à 1875. En 1878, il tenta sans succès de devenir député conservateur dans la circonscription de Bellechasse. Élu avec les conservateurs en 1881 et en 1882 et avec le Parti nationaliste en 1887 et en 1891, il est mort en fonction en 1896.